# サムエラ・ヤヴァラ
サムエラ・ヤヴァラ（Samuela Yavala、1947年8月24日 - ）はフィジーの男子陸上競技選手。専門は短距離走。スバ出身。
1971年にパペーテで開催されたサウスパシフィックゲームズに出場し、400mで金メダルを、200mで銅メダルを獲得した。翌年の1972年にはミュンヘンオリンピックの男子400mに出場している。1979年にも地元スバで開催されたサウスパシフィックゲームズの100mで金メダルを獲得した。